# Turniej o Złoty Kask 1962
Turniej o Złoty Kask 1962 – rozegrany w sezonie 1962 turniej żużlowy z cyklu rozgrywek o „Złoty Kask”. Wygrał Marian Kaiser, drugi był Florian Kapała i Joachim Maj stanął na najniższym stopniu.

## Wyniki
Czołówka piątka

### I turniej
- 5 maja 1962 r. (sobota), Rzeszów

| Msc. | Zawodnik            | Klub                 | Pkt |  |  |
| ---- | ------------------- | -------------------- | --- |  |  |
| 1    | Florian Kapała      | Stal Rzeszów         | 15  |  |  |
| 2    | Marian Kaiser       | Wybrzeże Gdańsk      | 14  |  |  |
| 3    | Paweł Waloszek      | Śląsk Świętochłowice | 11  |  |  |
| 4    | Mieczysław Połukard | Polonia Bydgoszcz    | 11  |  |  |
| 5    | Jan Malinowski      | Stal Rzeszów         | 11  |  |  |

### II turniej
- 19 maja 1962 r. (sobota), Wrocław

| Msc. | Zawodnik               | Klub              | Pkt |  |  |
| ---- | ---------------------- | ----------------- | --- |  |  |
| 1    | Marian Kaiser          | Wybrzeże Gdańsk   | 15  |  |  |
| 2    | Joachim Maj            | Górnik Rybnik     | 12  |  |  |
| 3    | Henryk Żyto            | Unia Leszno       | 12  |  |  |
| 4    | Konstanty Pociejkowicz | Sparta Wrocław    | 11  |  |  |
| 5    | Mieczysław Połukard    | Polonia Bydgoszcz | 10  |  |  |

### III turniej
- 23 czerwca 1962 r. (sobota), Bydgoszcz

| Msc. | Zawodnik        | Klub              | Pkt |  |  |
| ---- | --------------- | ----------------- | --- |  |  |
| 1    | Marian Kaiser   | Wybrzeże Gdańsk   | 14  |  |  |
| 2    | Florian Kapała  | Stal Rzeszów      | 12  |  |  |
| 3    | Henryk Żyto     | Unia Leszno       | 11  |  |  |
| 4    | Joachim Maj     | Górnik Rybnik     | 10  |  |  |
| 5    | Norbert Świtała | Polonia Bydgoszcz | 10  |  |  |

### IV turniej
- 7 lipca 1962 r. (sobota), Gorzów Wielkopolski

| Msc. | Zawodnik       | Klub                 | Pkt |  |  |
| ---- | -------------- | -------------------- | --- |  |  |
| 1    | Marian Kaiser  | Wybrzeże Gdańsk      | 15  |  |  |
| 2    | Stefan Kępa    | Stal Rzeszów         | 13  |  |  |
| 3    | Paweł Waloszek | Śląsk Świętochłowice | 13  |  |  |
| 4    | Florian Kapała | Stal Rzeszów         | 12  |  |  |
| 5    | Henryk Żyto    | Unia Leszno          | 8   |  |  |

### V turniej
- 14 lipca 1962 r. (sobota), Rybnik

| Msc. | Zawodnik            | Klub              | Pkt |  |  |
| ---- | ------------------- | ----------------- | --- |  |  |
| 1    | Joachim Maj         | Górnik Rybnik     | 15  |  |  |
| 2    | Stanisław Tkocz     | Górnik Rybnik     | 13  |  |  |
| 3    | Florian Kapała      | Stal Rzeszów      | 11  |  |  |
| 4    | Marian Kaiser       | Wybrzeże Gdańsk   | 10  |  |  |
| 5    | Mieczysław Połukard | Polonia Bydgoszcz | 10  |  |  |

### VI turniej
- 22 lipca 1962 r. (niedziela), Leszno

| Msc. | Zawodnik               | Klub            | Pkt |  |  |
| ---- | ---------------------- | --------------- | --- |  |  |
| 1    | Marian Kaiser          | Wybrzeże Gdańsk | 15  |  |  |
| 2    | Florian Kapała         | Stal Rzeszów    | 14  |  |  |
| 3    | Konstanty Pociejkowicz | Sparta Wrocław  | 11  |  |  |
| 4    | Antoni Woryna          | Górnik Rybnik   | 11  |  |  |
| 5    | Henryk Żyto            | Unia Leszno     | 10  |  |  |

### VII turniej
- 18 sierpnia 1962 r. (sobota), Częstochowa

| Msc. | Zawodnik       | Klub                 | Pkt |  |  |
| ---- | -------------- | -------------------- | --- |  |  |
| 1    | Marian Kaiser  | Wybrzeże Gdańsk      | 15  |  |  |
| 2    | Henryk Żyto    | Unia Leszno          | 14  |  |  |
| 3    | Joachim Maj    | Górnik Rybnik        | 13  |  |  |
| 4    | Antoni Woryna  | Górnik Rybnik        | 11  |  |  |
| 5    | Paweł Waloszek | Śląsk Świętochłowice | 10  |  |  |

### VIII turniej
- 25 sierpnia 1962 r. (sobota), Gdańsk

| Msc. | Zawodnik               | Klub                  | Pkt |  |  |
| ---- | ---------------------- | --------------------- | --- |  |  |
| 1    | Paweł Waloszek         | Śląsk Świętochłowice  | 15  |  |  |
| 2    | Florian Kapała         | Stal Rzeszów          | 14  |  |  |
| 3    | Konstanty Pociejkowicz | Sparta Wrocław        | 12  |  |  |
| 4    | Joachim Maj            | Górnik Rybnik         | 11  |  |  |
| 5    | Stanisław Rurarz       | Włókniarz Częstochowa | 9   |  |  |

## Klasyfikacja końcowa
Uwaga!: Odliczono 2 najgorsze wyniki.
| Poz | Zawodnik               | Klub                 | RZE | WRO | BDG | GOR | RYB | LES | CZE | GDA | Punkty |
| --- | ---------------------- | -------------------- | --- | --- | --- | --- | --- | --- | --- | --- | ------ |
| 1   | Marian Kaiser          | Wybrzeże Gdańsk      | 14  | 15  | 14  | 15  | 10  | 15  | 15  | 4   | 88     |
| 2   | Florian Kapała         | Stal Rzeszów         | 15  | 9   | 12  | 12  | 11  | 14  | 8   | 14  | 78     |
| 3   | Joachim Maj            | Górnik Rybnik        | 10  | 12  | 10  | 7   | 15  | 7   | 13  | 11  | 71     |
| 4   | Paweł Waloszek         | Śląsk Świętochłowice | 11  | 9   | 8   | 13  | -   | -   | 10  | 15  | 66     |
| 5   | Henryk Żyto            | Unia Leszno          | 5   | 12  | 11  | 8   | 9   | 10  | 14  | 8   | 64     |
| 6   | Konstanty Pociejkowicz | Sparta Wrocław       | 10  | 11  | -   | -   | 9   | 11  | 5   | 12  | 58     |
| 7   | Mieczysław Połukard    | Polonia Bydgoszcz    | 11  | 10  | 10  | 6   | 10  | 7   | 7   | 6   | 55     |
| 8   | Stanisław Tkocz        | Górnik Rybnik        | 7   | 1   | -   | 8   | 13  | 7   | -   | -   | 44     |
| 9   | Antoni Woryna          | Górnik Rybnik        | 2   | 2   | 2   | 5   | 7   | 11  | 11  | 8   | 44     |
| 10  | Norbert Świtała        | Polonia Bydgoszcz    | 4   | 7   | 10  | 5   | -   | 2   | 6   | 5   | 37     |
| 11  | Kazimierz Bentke       | Unia Leszno          | 7   | 4   | 5   | 5   | 6   | 7   | 4   | 6   | 36     |
| 12  | Bronisław Rogal        | Stal Gorzów Wlkp.    | -   | 7   | -   | 7   | 8   | -   | 5   | 2   | 30     |
| 13  | Jan Kusiak             | Unia Leszno          | 4   | 7   | 2   | -   | 4   | 8   | 2   | 4   | 29     |
| 14  | Stanisław Kaiser       | Wybrzeże Gdańsk      | 3   | -   | 5   | 1   | 0   | 1   | 1   | 4   | 15     |

| Kolor    | Wynik      |
| -------- | ---------- |
| Złoty    | Zwycięzca  |
| Srebrny  | 2. miejsce |
| Brązowy  | 3. miejsce |
| Limanowy | 4. miejsce |
| cyjan    | 5. miejsce |